# Nieves Lobón
María de las Nieves Lobón Herrero (13 de marzo de 1970, Valladolid) es una exjugadora española de baloncesto. Fue internacional por España.